# Spilogona katahdin
Spilogona katahdin este o specie de muște din genul Spilogona, familia Muscidae, descrisă de Huckett în anul 1973.
Este endemică în Maine. Conform Catalogue of Life specia Spilogona katahdin nu are subspecii cunoscute.